# Kiss Sándor (tanár, 1820–1879)
Kiss Sándor (Báránd, 1820. június 25. – Mezőtúr, 1879. június 29.) gimnáziumi tanár.

## Élete
Kiss Bálint és Futó Katalin földművelő szülők fia. A debreceni kollégiumban járta iskoláit, ahol Lugossy felismervén költői tehetségét, buzdította őt a versírásra s Kiss megírta még tanuló korában a Bárándnak határán át folydogáló Izra nevű érnek regéjét, Vörösmarty Mihály hőskölteménye mintájára. Kedvencei különösen a latin és görög klasszikusok voltak. Hittanhallgatóként lett Kapar Ferenc házánál annak fiának, Ferencnek a nevelője, aki később a budapesti királyi ítélőtábla lett. 1846 őszén Mezőtúr városa megválasztotta gimnáziumába rendes tanárnak. 1856-57-ben Karcagon volt tanár; de ismét visszament Mezőtúrra, ahol 1868-ig tanított; ekkor nyugalomba vonult és ott 1879. június 29-én meghalt.
Epikai költeményét, az Izra patak regéjét, Kovács József közli a Figyelőben (IX. 1880. 312-314. l.)
Kéziratban maradt: Az új pénzbeli számvetés című számkönyve a törtek tanításáról, mely tankönyvet sokáig használták Mezőtúron.